# Юргевич Владислав Норбертович
Владислав Норбертович Юргевич (*26 листопада 1818 р. — †23 листопада 1898 р.) — археолог, філолог, археограф, еллініст і латиніст, викладач, науковий письменник.

## Життєпис
Народився в родині секретаря ради Віленського університету Норберта Юргевича.
Середню освіту він здобув у Віленському і Ковенському училищах.
У 1832 р. він вступив на історико-філологічне відділення Головного педагогічного інституту в Санкт-Петербурзі, яке закінчив в 1841 р. із золотою медаллю. Чим отримав право на стажування: Впродовж двох років удосконалював свої знання в Лейпцизькому університеті під керівництвом свого наукового куратора Готфріда Германа.
Викладач Харківського університету (з 1845), де після захисту магістерської дисертації: «лат. De mundiciis veterum Graecorum et Romanorum» (1847) одержав звання ад'юнкт-професора грецької і римської словесності.
Переїзд до Одеси в 1858 р. пов'язаний з його призначенням на посаду професора римської словесності Рішельєвського ліцею. В 1865 р. перейшов у Імператорського Новоросійського університету, де через рік представив дисертацію на здобуття ступеня доктора римської словесності «лат. De Jovis Lycaei natura cognominisque huius ratione». Читав лекції з давньоримської літератури, історії державних і релігійних установ Стародавнього Рима, був деканом історико-філологічного факультету Імператорського Новоросійського університету (1868–1871), професора — до 1877 р.; у 1883—1887 рр. він знову там читав лекції.
Він брав активну участь в роботі Імператорського Одеського товариства історії і старожитностей, куди вступив у 1858 р.. Став його дійсним членом у 1859 р., там виконував обов'язки помічника секретаря у 1865—1866 рр., з 1869 р. входив до складу їх видавничого комітету, був обраний на секретаря в 1875 р., став віце-президентом у 1883—1898 рр., до 1895 р. був зберігачем музею цього товариства. Свої дослідження він сконцентрував на історії генуезьких колоній, грецькій епіграфіці, етнологічних питаннях. Збирання і копіювання генуезьких написів і монет розпочав після подорожей до Криму, де оглядав генуезькі споруди у Судаку, Феодосії і Балаклаві (1861 р., 1873 р.), а також після відвідування Ольвії (1865), де зосередився на епіграфічному матеріалі.
Праці вченого постійно з'являлися на сторінках «Записок» ОТІС. Він публікував нові і старі написи, скопійовані під час відвідання Криму, забезпечуючи їх докладними історичними коментарями; видав латинською і російською мовами «Статут для генуезьких колоній в Чорному морі 1449 р.» (1863 р.), після чого здобув популярність за кордоном. Збільшив коло своїх епіграфічних досліджень, поширюючи їх і на написи на аморфних ручках. Оприлюднив дослідження про генуезькі монети (1869 р.), яке є історією генуезької колонізації, і, зокрема, монетної справи Кафи. 1884 брав активну участь в підготовці і проведенні VI археологічного з'їзду, який проходив в Одесі, де виступив з доповіддю «Зауваження про деякі місцевості Новоросійського краю, що заслуговують археологічного дослідження». За 40 років життя в Одесі опублікував понад 50 статей і досліджень, в яких намагався охопити всю історію ОТІС.
Простежив долі величезних колекцій стародавніх монет, значна частина яких стосувалась грецьких міст-колоній Північного Причорномор'я. Заслуга вченого полягала в тому, що, займаючись в Криму генуезькими старожитностями, він тим самим підштовхнув багато дослідників до вивчення історії генуезької колонізації. Спирався у своїх дослідженнях і на музейні зібрання. Цьому сприяло його завідування музеєм ОТІС (1883—1893 рр.), і як результат — підготовка трьох видань путівника по музею (1886—1892 рр.).

## Праці
- (рос.)Генуэзские надписи в Крыму // ЗООИД. 1863. — Т. 5;
- (рос.)Три отрывка Ольвийских надписей // ЗООИД. 1863. — Т. 5;
- (рос.)Устав для Генуэзских колоний в Черном море, изданный в Генуе в 1449 г. // ЗООИД. 1863. — Т. 5;
- (рос.)О именах иностранных на надписях Ольвии, Боспора и др. греческих городов северного прибрежья Понта Евксинского // ЗООИД. 1872. — Т. 8;
- (рос.)О монетах Генуэзских, находимых в России // ЗООИД. 1872. — Т. 8;
- (рос.)Эллинские и латинские надписи, найденные в Херсонесе // ЗООИД. 1879. — Т. 11;
- (рос.)Надписи на ручках древних греческих амфор из новой коллекции действ. чл. Общества И. И. Куриса и шести принадлежащих Одесскому обществу истории и древностей // ЗООИД. 1879. — Т. 11;
- (рос.)Псифисм древнего города Херсонеса о назначении почестей и наград Диофанту, полководцу Мифрадата-Евпатора, за покорение Крыма и освобождение херсонесцев от владычества скифов // ЗООИД. 1881. — Т. 12;
- (рос.)Древние греческие надписи, найденные в Керчи, Анапе и Херсонесе в 1880 г. // ЗООИД. 1881. — Т. 12;
- (рос.)Древнегреческая надпись, найденная в Херсонесе в 1881 г. // ЗООИД. 1883. — Т. 13;
- (рос.)Открытая в селе Чобручи греческая надпись города Тиры // ЗООИД. 1883. — Т. 13;
- (рос.)Краткий указатель музея императорского Одесского общества истории и древностей.- Одесса, 1887;
- (рос.)Две печати, найденные в Византийском Херсоне в 1884 году // ЗООИД. 1886. — Т. 14;
- (рос.)Об археологических разысканиях и открытиях в Южной России, предшествовавших учреждению Одесского общества истории и древностей // ЗООИД. 1886. — Т. 14;
- (рос.)Краткий очерк деятельности императорского Одесского общества истории и древностей // ЗООИД. 1886. — Т. 14;
- (рос.)Монеты города Тиры, хранящиеся в музее императорского Одесского общества истории и древностей // ЗООИД. 1889. — Т. 15;
- (рос.)Амфорные ручки, собранные в окрестностях Херсонеса по побережью бухт Песочной, Круглой, Камышевой и Стрелецкой в 1886—1887 году // ЗООИД. 1889. — Т. 15;
- (рос.)Черновой проект завещания, найденный в бумагах бывшего вице-президента Общества Н. Н. Мурзакевича // ЗООИД. 1889. — Т. 15;
- (рос.)Исторический очерк пятидесятилетию императорского Одесского общества истории и древностей. 1839—1889. — Одесса, 1889.